# Tighzert (Beni Aïssi)
Pour les articles homonymes, voir Tighzert (homonymie).
Tighzert est un village situé dans la commune de Beni Aïssi, wilaya de Tizi Ouzou, région de Kabylie, en Algérie. 

## Géographie
Le village de Tighzert est situé sur une colline. 